# Abanto-Zierbena
Abanto-Zierbena en basque ou Abanto y Ciérvana en espagnol est une commune de Biscaye dans la communauté autonome du Pays basque en Espagne.
Le nom officiel de la ville est Abanto y Ciérvana-Abanto Zierbena.

## Quartiers d'Abanto-Zierbena
Selon l'INE, la municipalité d'Abanto-Zierbena est composée des quartiers suivants : (Données de population de 2007)
- Abanto de Suso / Susoko Abanto
- Abanto : 59 habitants.
- Campillo : 32 habitants.
- Gallarta : 5.107 habitants (mairie).
- Balastera : 68 habitants.
- Florida : 9 habitants.
- Las Calizas : 44 habitants.
- Picón : 21 habitants.
- Santa Juliana : 146 habitants.
- Triano : 52 habitants.
- Cotorrio : 154 habitants.
- Las Carreras : 1814 habitants.
- Las Cortes : 7 habitants.
- El Once : 3 habitants.
- Olabarrieta : 55 habitants.
- Murrieta : 51 habitants.
- Putxeta : 269 habitants.
- San Pedro Abanto : 46 habitants.
- Sanfuentes : 1675 habitants.

## Localités limitrophes
Elle est limitée au Nord par Zierbena, au nord-est par Santurtzi, à l'est par Ortuella, au sud par Galdames et à l'ouest par Muskiz.

## Histoire
Toutefois, dans une perspective historique, tant Susoko Abanto qu'Yusoko Abanto ont fait partie jusqu'en 1805 des Cuatro Concejos du Valle de Somorrostro dans la comarque d'Enkarterri. En 1994, Zierbena s'est constitué une municipalité propre en se séparant de l'ancienne municipalité d'Abanto et de Zierbena - avec effet au 1er janvier 1995, mais n'est pas parvenu a s'appeler Abanto dû au fait qu'il existe une autre municipalité homonyme dans la province de Saragosse.
L'essentiel de la municipalité se trouve dans le bourg de Gallarta. Municipalité emblématique dans l'exploitation du minerai de fer, dont les veines « ont été déjà citées » par Pline. Ils ne restent pas d'exploitations ouvertes depuis 1993, quand Agruminsa a cessé l'extraction de minerai. Cette population a été transférée de site étant donné l'avance des mines sur son ancienne situation. Dans la municipalité, il reste de vastes échantillons de leur passé minier.
D'autres importants noyaux de population dans la municipalité sont Sanfuentes et Las Carreras.

## Démographie
| Évolution démographique entre 1857 et 1991 | Évolution démographique entre 1857 et 1991 | Évolution démographique entre 1857 et 1991 | Évolution démographique entre 1857 et 1991 | Évolution démographique entre 1857 et 1991 | Évolution démographique entre 1857 et 1991 | Évolution démographique entre 1857 et 1991 | Évolution démographique entre 1857 et 1991 | Évolution démographique entre 1857 et 1991 | Évolution démographique entre 1857 et 1991 | Évolution démographique entre 1857 et 1991 | Évolution démographique entre 1857 et 1991 | Évolution démographique entre 1857 et 1991 | Évolution démographique entre 1857 et 1991 |
| 1857                                       | 1860                                       | 1877                                       | 1887                                       | 1900                                       | 1910                                       | 1920                                       | 1930                                       | 1940                                       | 1950                                       | 1960                                       | 1970                                       | 1981                                       | 1991                                       |
| ------------------------------------------ | ------------------------------------------ | ------------------------------------------ | ------------------------------------------ | ------------------------------------------ | ------------------------------------------ | ------------------------------------------ | ------------------------------------------ | ------------------------------------------ | ------------------------------------------ | ------------------------------------------ | ------------------------------------------ | ------------------------------------------ | ------------------------------------------ |
| 1 172                                      | 1 227                                      | 2 075                                      | 5 715                                      | 7 685                                      | 8 337                                      | 9 679                                      | 9 870                                      | 9 576                                      | 9 419                                      | 11 340                                     | 10 121                                     | 9 490                                      | 9 351                                      |
| Source: Abanto-Zierdena                    |                                            |                                            |                                            |                                            |                                            |                                            |                                            |                                            |                                            |                                            |                                            |                                            |                                            |

En 1996 Ziebena se détache d'Abanto
| Évolution démographique entre 2000 et 2007 | Évolution démographique entre 2000 et 2007 | Évolution démographique entre 2000 et 2007 | Évolution démographique entre 2000 et 2007 | Évolution démographique entre 2000 et 2007 |
| 2000                                       | 2002                                       | 2004                                       | 2006                                       | 2007                                       |
| ------------------------------------------ | ------------------------------------------ | ------------------------------------------ | ------------------------------------------ | ------------------------------------------ |
| 8 989                                      | 9 111                                      | 9 315                                      | 9 608                                      | 9 609                                      |
| Source: Abanto-Zierdena                    |                                            |                                            |                                            |                                            |

## Communications
- : Autoroute espagnole AP-8.
- N-634: Irun - Saint-Jacques-de-Compostelle

Autobus:
Bizkaibus
- A2336 Muskiz - Université du Pays basque
- A3323 Portugalete - Galdames
- A3333 Santurtzi - Gallarta
- A3334 Santurtzi - Balmaseda
- A3335 Sestao - Muskiz
- A3336 Bilbao - Muskiz (par Ortuella)
- A3337 Bilbao - Muskiz (par la N-634)
- A3338 Muskiz - Barakaldo - Las Arenas

Encartaciones S.A.
- A3345 Bilbao - Castro Urdiales (par la N-634)

La Unión-La Burundesa
- A3718 Gallarta - Vitoria-Gasteiz

Train de banlieue de Bilbao
- -  Gare de Bilbao-Abando - Muskiz: gares de Gallarta et Putxeta.

## Curiosités
Lors de l'élection du 27 mai 2007, la candidate de Miss Biscaye, également candidate de Miss Euskadi, Azucena Ordoñez, s'est présentée comme candidate au conseil municipal du PSE.

## Personnalités de la commune
- Dolores Ibárruri (6 décembre 1895 - 12 novembre 1989): Dolores Ibárruri Gómez, connue sous le nom de La Pasionaria, leader et dirigeante du parti communiste d'Espagne.
- Isaac Puente (1896 - 1936) : Médecin et théoricien communiste libertaire.
- José Antonio Momeñe (15 août 1940 - ) coureur cycliste
- Manuel Sarabia (6 janvier 1957) : plus connu sous Sarabia, footballeur à Athletic Club de Bilbao, entraineur et commentateur sportif.
- Asier del Horno (né le 19 janvier à Barakaldo en 1981): Footballeur au Valencia CF. Bien que né à Barakaldo, il a quasiment toujours vécu à Gallanta (Abanto-Zierbena).

### Sources
- (es) Cet article est partiellement ou en totalité issu de l’article de Wikipédia en espagnol intitulé « Abanto y Ciérvana » (voir la liste des auteurs).